# Shiwa Lha
| Tibetische Bezeichnung                      |
| ------------------------------------------- |
| Wylie-Transliteration: zhi ba lha sprul sku |
| Chinesische Bezeichnung                     |
| Vereinfacht: 谢瓦拉活佛; 希瓦拉呼图克图     |

Chamdo Shiwa Lha (tib.: chab mdo zhi ba lha) oder Chamdo Zhiwa Lha bzw. kurz: Shiwa Lha (tib.: zhi ba lha) oder Zhiwa Lha  ist eine der Inkarnationsreihen der Gelug-Schule des tibetischen Buddhismus. Traditioneller Sitz der Trülkus ist das Kloster Chamdo Champa Ling (tib.: chab mdo byams pa gling) in Chengguan, wo auch der Phagpa Lha seinen Sitz hat. Es gibt bis heute sieben bzw. acht Vertreter dieser Reihe.
Der 1. Shiwa Lha Rinpoche war Pelden Chogdrub (dpal ldan mchog grub; 1454–1523).
Der als der achte Vertreter der Reihe bekannte Tendzin Lobsang Chöphel (bstan 'dzin blo bzang chos 'phel; 1980-) wurde in der Schweiz geboren und zum Studium in das Sera-Kloster (in Bylakuppe) in Südindien gebracht.

## Liste der Shiwa Lha-Trülkus
|      | Name                                   | Umschrift nach Wylie                                     | Lebensdaten   | sonstiges |
| ---- | -------------------------------------- | -------------------------------------------------------- | ------------- | --------- |
| 1.   | Pelden Chogdrub                        | (dpal ldan mchog grub)                                   | 1454–1523     | ToL       |
| 2.   | Sanggye Chungne                        | (sangs rgyas 'byung gnas)                                | 1543–1620     | ToL       |
| 3.   | Shiwa Sangpo                           | (zhi ba bzang po)                                        | 1625–1717     | ToL       |
| 4.   | Phagpa Geleg Gyeltshen                 | ('phags pa dge legs rgyal mtshan)                        | 1720–1799     | ToL       |
| 5.   | Lobsang Döndrub Gyatsho                | (blo bzang don grub rgya mtsho)                          | 1800–1863     | ToL       |
| 6.   | Ngawang Jigme Khyenrab Tendzin Thrinle | (ngag dbang 'jigs med mkhyen rab bstan 'dzin 'phrin las) | 1864–1923     | ToL       |
| 7.   | Ngawang Thrinle Tendzin Khyenrab       | (ngag dbang 'dzin 'phrin las bstan 'dzin mkhyen rab)     | 1925–1959 (?) | ToL       |
| (8.) | Tendzin Lobsang Chöphel                | (bstan 'dzin blo bzang chos 'phel)                       | 1980-         |           |